# شهرستان دریانوو
شهرستان دریانوو (به بلغاری: Dryanovo Municipality) یک شهرستان در بلغارستان است که در استان گابرووو واقع شده‌ است. شهرستان دریانوو ۲۴۸٫۵ کیلومتر مربع مساحت و ۹٬۵۸۷ نفر جمعیت دارد.